# شلدون لی گلاشو
شلدون لی گلاشو (به انگلیسی: Sheldon Lee Glashow) فیزیکدان مشهور آمریکایی است.
او در ۵ دسامبر ۱۹۳۲ در خانواده‌ای از مهاجران یهودی روسیه در نیویورک به دنیا آمد. وی در سال ۱۹۷۹ به همراه عبدالسلام و استیون واینبرگ، جایزه نوبل فیزیک را به خاطر تعمیم رابطه الکتروضعیف بین نیروی الکترومغناطیس و نیروی هسته‌ای ضعیف دریافت کرد. این یافته، مبنای اصلی اثبات تئوری برهمکنش الکتروضعیف  قرار گرفت.
گلاشلو همکنون استاد دانشگاه بوستون است.